# New York Jets
I New York Jets sono una squadra professionistica di football americano della NFL con sede a New York. Competono nella East Division della American Football Conference. In un accordo unico per quanto riguarda la lega, i Jets condividono il MetLife Stadium a East Rutherford con i New York Giants. La franchigia è registrata legalmente col nome di New York Jets, LLC. 
Al 2024, secondo la rivista Forbes, il valore dei Jets è di circa 6,9 miliardi di dollari, quinti tra le franchigie della NFL.
La squadra è stata fondata nel 1959 con la denominazione di Titans of New York, un membro originario della American Football League; in seguito la franchigia è confluita nella NFL dopo la fusione tra le due leghe. La squadra ha iniziato a giocare nel Polo Grounds. Diretta da una nuova proprietà, la squadra ha assunto la denominazione attuale nel 1963, trasferendosi a giocare allo Shea Stadium nel 1964 e poi al Meadowlands Sports Complex nel 1984. I Jets hanno raggiunto per la prima volta i playoff nel 1968, giungendo fino al Super Bowl III dove hanno battuto i Baltimore Colts, divenendo la prima compagine della AFL a battere una franchigia della NFL nel Super Bowl.
Dal 1968 i Jets hanno raggiunto i playoff per tredici volte e la finale della AFC quattro volte, l'ultima delle quali nel 2010, perdendo contro i Pittsburgh Steelers. I Jets tuttavia non hanno più fatto ritorno al Super Bowl, rendendoli una delle due sole squadre ad averlo vinto nella loro unica apparizione, assieme ai New Orleans Saints.
La struttura di allenamento della squadra, l'Atlantic Health Jets Training Center, che ha aperto nel 2008, ha sede a Florham Park.

## Storia

### 1959-1968
Il primo incontro per la costituzione dell'American Football League ebbe luogo il 14 agosto 1959. Harry Wismer, rappresentante della città di New York all'incontro, proclamò che questa fosse pronta per ospitare un'altra franchigia di football professionistico e di essere più che in grado di condurre le operazioni di routine. Wismer si aggiudicò la franchigia che chiamò i Titans di New York. Come Wismer spiegò "I Titans (Titani) sono più grandi e forti dei Giants (Giganti)". Per le gare casalinghe dei Titans, si scelse il decrepito stadio Polo Grounds, dove la squadra faticò finanziariamente e sul campo nelle prime tre stagioni. Nel 1962, i debiti continuavano ad accumularsi per Wismer, forzando la AFL ad accollarsi le spese fino al termine della stagione.
Un consorzio di cinque uomini, guidato a Sonny Werblin, salvò la squadra da una bancarotta certa, acquistando i Titans per un milione di dollari. Rinominati Jets, il gruppo assunse Weeb Ewbank come general manager e capo-allenatore. La squadra, guidata dal quarterback Joe Namath migliorò fino al 1969 quando i Jets sconfissero i favoriti Baltimore Colts nel Super Bowl III, consolidando la posizione della AFL nel mondo del football professionistico.

### Super Bowl III

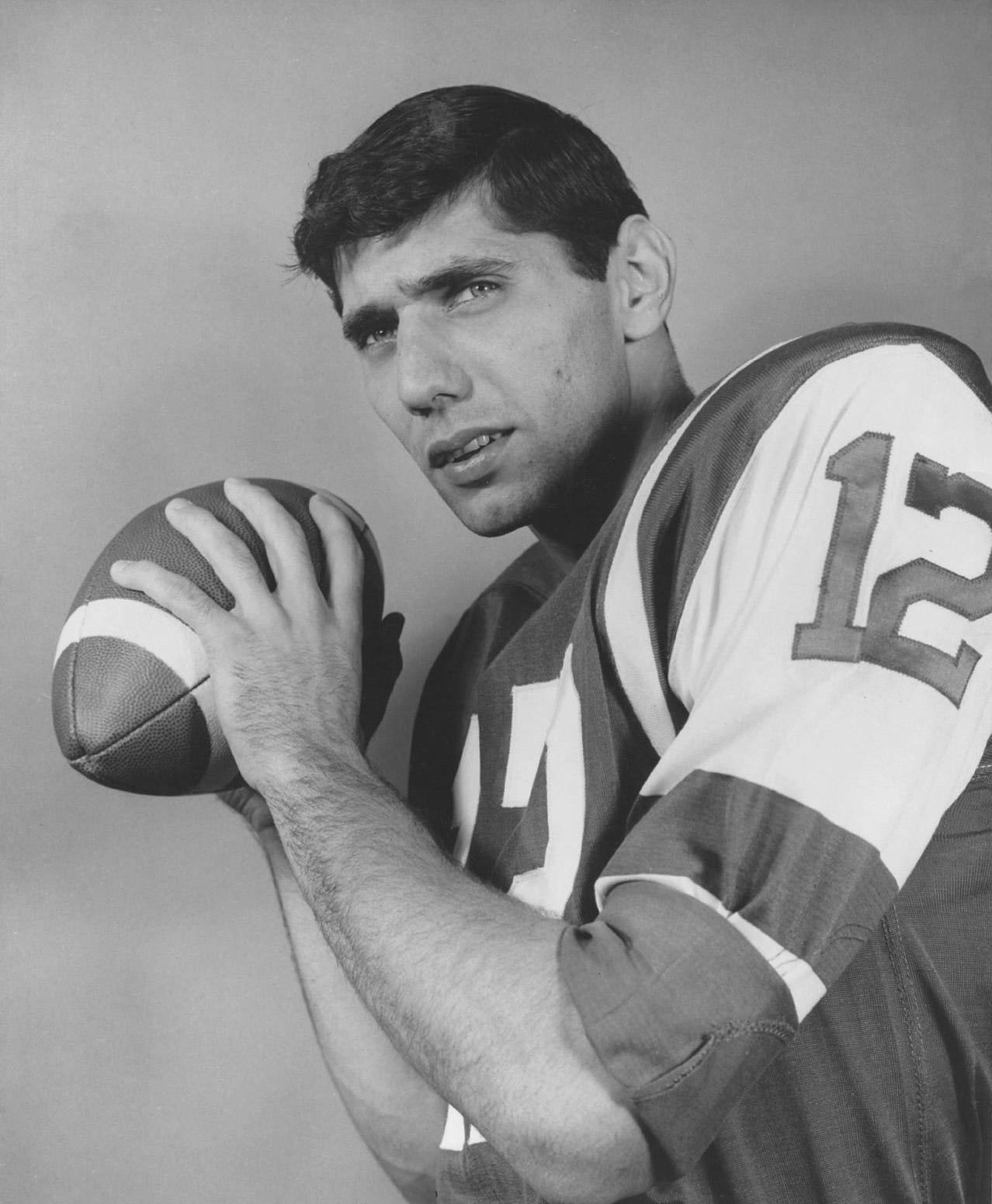
Joe Namath.

L'apice della storia dei Jets e della carriera di Joe Namath fu vittoria dei Jets, nel gennaio 1969, 16-7 sui Baltimore Colts nel terzo Super Bowl della storia dopo la fusione tra AFL e NFL. Namath fu nominato miglior giocatore (MVP) del Super Bowl III. I Colts erano giudicati "la miglior squadra di football nella storia". L'ex star della NFL e allenatore Norm Van Brocklin ridicolizzò la AFL prima della partita dicendo "Questa per Namath sarà la prima gara nel football professionistico". I giornalisti che trattavano la NFL invece insistevano sul fatto che alla AFL sarebbero occorsi diversi anni per diventare competitiva al livello dalla NFL. Molta dell'attesa intorno alla gara consistette nel provare quanto fosse vera la disparità delle squadre della AFL e se esse meritassero di essersi fuse con l'NFL; nei primi due Super Bowl ci furono vittorie schiaccianti dei campioni della NFL, i Green Bay Packers, e i Colts erano ancora più favoriti dai media di quanto lo fossero stati considerati precedentemente i Packers.
Tre giorni prima della gara, Namath rispose a una provocazione con la sua frase passata alla storia: "Vinceremo sicuramente la gara. Ve lo garantisco." Le sue parole furono sui titoli di tutti i giornali della nazione ma furono giudicate dalla maggior parte degli osservati una mera sfacciataggine.
Nella partita, invece, Namath diede seguito alle sue parole e mostrò che il suo successo nel duro ambiente competitivo della American Football League l'aveva più che preparato per affrontare la sfida della NFL. La famosa difesa dei Colts non riuscì a contenere il gioco sulle corse e sui passaggi dei Jets mentre il loro attacco subì quattro intercetti dai Jets. Namath fu nominato miglior giocatore della gara, completando otto passaggi per il solo George Sauer, per 133 yard. Namath divenne una leggenda tra i fan dell'American Football League e un simbolo della legittimità della loro lega. Quando, dopo la partita, i giornalisti gli chiesero se la difesa dei Colts fosse "la più dura che avesse mai affrontato", Namath rispose "Quella dei Buffalo Bills è più dura".

### 1970-1989
Dopo la vittoria del loro primo titolo, i Jets caddero in uno stato di mediocrità insieme al loro quarterback Namath, il quale ebbe solo altre tre stagioni positive, mentre veniva tormentato dagli infortuni. I Jets proseguirono nella loro spirale negativa prima di tornare una franchigia di successo negli anni ottanta, quando raggiunsero come miglior risultato la finale della AFC del 1982, trascinati dalla celebre linea difensiva nota come New York Sack Exchange.

### 1990-1996
Gli anni novanta videro i Jets tornare a faticare sul campo. Dopo aver licenziato l'allenatore Bruce Coslet, il proprietario Leon Hess assunse Pete Carroll che terminò con un magro bilancio di 6 vittorie e 10 sconfitte, venendo licenziato alla fine della stagione. In seguito, Rich Kotite fu selezionato per portare la squadra alla vittoria, ma guidò i Jets al peggior record della NFL per due stagioni consecutive. Kotite si dimise alla fine della sua seconda stagione e costrinse i Jets a cercare un nuovo capo-allenatore.

### 1997-2000
Hess assunse allora lo scontento capo-allenatore dei New England Patriots Bill Parcells nel 1997. Parcells permise alla squadra di riguadagnare credibilità, portandola a giocare la finale della AFC nel 1998. Hess morì nel 1999 mentre la squadra, indebolita dagli infortuni, concluse con un record di 8 vittorie, mancando per un soffio i playoff. Alla fine della stagione, Parcells si dimise da allenatore e lasciò il comando al suo assistente, Bill Belichick; Belichick si dimise anch'egli per accettare il posto di capo-allenatore dei Patriots.

### 2001-2014
La franchigia fu acquistata da Woody Johnson nel 2000. Nel primo decennio del nuovo millennio, i Jets raggiunsero i playoff in cinque diverse annate, un record di franchigia, sotto la direzione di tre differenti allenatori. Nel gennaio 2009 divenne allenatore dei Jets Rex Ryan. Ryan scelse nel Draft NFL 2009 il quarterback Mark Sanchez e guidò la squadra a due finali della AFC consecutive nel corso delle sue due prime stagioni. Nella stagione 2011 invece, complice una sconfitta decisiva contro i rivali cittadini dei Giants nel finale di campionato, la squadra non raggiunse i playoff concludendo con un record di 8-8. Con le prestazioni di Sanchez in calo, i Jets terminarono con un record di 6-10 nel 2012. L'anno successivo la squadra, guidata dal quarterback rookie Geno Smith si dimostrò incostante per tutta la stagione, concludendo con un record di 8-8. Il 2014 fu un pessimo anno, terminato con un record di 4-12 e il conseguente licenziamento di Rex Ryan.

### 2015-2018
A gennaio 2015 la struttura a guida della squadra fu radicalmente cambiata, con l'arrivo di un nuovo general manager, Mike Maccagnan, e subito dopo con l'ingaggio, nel ruolo di capo allenatore, di Todd Bowles, ex coordinatore difensivo degli Arizona Cardinals. Tra i nuovi arrivi, vi furono il quarterback veterano Ryan Fitzpatrick, nominato titolare, il ricevitore Brandon Marshall e il ritorno di Darrelle Revis. Ancora in corsa per un posto nei playoff all'ultima giornata, la squadra perse coi Buffalo Bills e la contemporanea vittoria degli Steelers sui Browns pose fine alla loro stagione, malgrado un record di 10-6.
La stagione 2016 fu deludente, seppure con una squadra molto simile all'anno precedente i Jets non riuscirono a ripetersi e terminarono con un record di 5-11. La stagione 2017 vide la partenza di Ryan Fitzpatrick e di altri giocatori importanti; il nuovo quarterback fu il veterano Josh McCown. Tre vittorie consecutive, dopo le due sconfitte iniziali, accesero qualche speranza presto però delusa. La stagione si chiuse con lo stesso record dell'anno precedente, 5-11. A marzo 2018 i Jets si accordarono con gli Indianapolis Colts per avere la terza scelta nel draft, con cui si aggiudicarono il promettente quarterback Sam Darnold, che fu poi nominato titolare. La stagione fu ancora negativa, con solo 4 vittorie e 12 sconfitte. Todd Bowles fu licenziato a fine stagione.

### 2019-2022
Per la stagione 2019, il nuovo allenatore capo scelto fu Adam Gase, già allenatore capo dei rivali di division Miami Dolphins, scelto anche per la sua esperienza nell'attacco, che avrebbe dovuto aiutare il quarterback Darnold a raggiungere il suo potenziale. Poche settimane dopo l'assunzione di Gase, il direttore generale Mike Maccagnan fu licenziato e sostituito da Joe Douglas. Tuttavia, i risultati furono piuttosto deludenti nel 2019, terminando con un record di 7-9 grazie anche ad alcune vittorie nella seconda parte della stagione, e peggiorarono nel 2020, iniziando con 13 sconfitte consecutive e terminando con sole due vittorie. Gase fu licenziato alla fine della stagione.
Per la stagione 2021, fu assunto come allenatore capo il coordinatore difensivo dei San Francisco 49ers, Robert Saleh. Sam Darnold fu ceduto ai Carolina Panthers, e nel draft 2021 fu scelto il nuovo quarterback Zach Wilson, che iniziò da titolare la stagione. Con un nuovo allenatore e un quarterback esordiente, le aspettative non erano alte, e la stagione si concluse con 4 vittorie e 13 sconfitte (nel 2021 si passò a una stagione di 17 partite).

## Risultati stagione per stagione
La seguente è la lista delle ultime stagioni dei Jets
| Cronistoria dei New York Jets | Cronistoria dei New York Jets | Cronistoria dei New York Jets | Cronistoria dei New York Jets | Cronistoria dei New York Jets | Cronistoria dei New York Jets | Cronistoria dei New York Jets | Cronistoria dei New York Jets | Cronistoria dei New York Jets | Cronistoria dei New York Jets | Cronistoria dei New York Jets |                              |
| Stagione di lega              | Stagione di squadra           | Lega                          | Conference                    | Division                      | Stagione regolare             | Stagione regolare             | Stagione regolare             | Stagione regolare             | Play-off | Premi individuali             |                              |
| Stagione di lega              | Stagione di squadra           | Lega                          | Conference                    | Division                      | Pos.                          | V                             | S                             | P                             | Play-off | Premi individuali             |                              |
| ----------------------------- | ----------------------------- | ----------------------------- | ----------------------------- | ----------------------------- | ----------------------------- | ----------------------------- | ----------------------------- | ----------------------------- | --- | ----------------------------- | ---------------------------- |
| 2008                          | 2008                          | NFL                           | AFC                           | East                          | 3                             | 9                             | 7                             | 0                             | non disputati |                               |                              |
| 2009                          | 2009                          | NFL                           | AFC                           | East                          | 2                             | 9                             | 7                             | 0                             | V Wild Card Game contro i Cincinnati Bengals (24-14) V Divisional play-off contro i San Diego Chargers (17-14) S AFC Championship contro gli Indianapolis Colts (17-30)    |                               |                              |
| 2010                          | 2010                          | NFL                           | AFC                           | East                          | 2                             | 11                            | 5                             | 0                             | V Wild Card Game contro gli Indianapolis Colts (17-16) V Divisional play-off contro i New England Patriots (28-21) S AFC Championship contro i Pittsburgh Steelers (19-24) |                               |                              |
| 2011                          | 2011                          | NFL                           | AFC                           | East                          | 2                             | 8                             | 8                             | 0                             | non disputati |                               |                              |
| 2012                          | 2012                          | NFL                           | AFC                           | East                          | 3                             | 6                             | 10                            | 0                             | non disputati |                               |                              |
| 2013                          | 2013                          | NFL                           | AFC                           | East                          | 2                             | 8                             | 8                             | 0                             | non disputati |                               |                              |
| 2014                          | 2014                          | NFL                           | AFC                           | East                          | 4                             | 4                             | 12                            | 0                             | non disputati |                               |                              |
| 2015                          | 2015                          | NFL                           | AFC                           | East                          | 2                             | 10                            | 6                             | 0                             | non disputati |                               |                              |
| 2016                          | 2016                          | NFL                           | AFC                           | East                          | 4                             | 5                             | 11                            | 0                             | non disputati |                               |                              |
| 2017                          | 2017                          | NFL                           | AFC                           | East                          | 4                             | 5                             | 11                            | 0                             | non disputati | -                             |                              |
| Totale                        | Totale                        | Totale                        | Totale                        | Totale                        | Totale                        | 397                           | 478                           | 8                             | Record di stagione regolare | Record di stagione regolare   | Record di stagione regolare  |
| Totale                        | Totale                        | Totale                        | Totale                        | Totale                        | Totale                        | 12                            | 13                            |                               | Record dei play-off | Record dei play-off           | Record dei play-off          |
| Totale                        | Totale                        | Totale                        | Totale                        | Totale                        | Totale                        | 409                           | 491                           | 8                             | Stagione regolare e play-off | Stagione regolare e play-off  | Stagione regolare e play-off |

Legenda
- Vittoria nel Super Bowl (dal 1966)
- Vittoria nella lega (1920-1969)
- Vittoria nella Conference

- Vittoria nella Division
- Qualificazione al Wild Card Game (dal 1978)
- V = Vittorie

- S = Sconfitte
- P = Pareggi
- T = Posizione a pari merito

## Giocatori importanti

### Membri della Pro Football Hall of Fame
| Pro Football Hall of Famer dei New York Jets | Pro Football Hall of Famer dei New York Jets | Pro Football Hall of Famer dei New York Jets | Pro Football Hall of Famer dei New York Jets | Pro Football Hall of Famer dei New York Jets | Pro Football Hall of Famer dei New York Jets | Pro Football Hall of Famer dei New York Jets | Pro Football Hall of Famer dei New York Jets | Pro Football Hall of Famer dei New York Jets | Pro Football Hall of Famer dei New York Jets |
| Giocatori                                    | Giocatori                                    | Giocatori                                    | Giocatori                                    | Giocatori                                    | Giocatori                                    | Giocatori                                    | Giocatori                                    | Giocatori                                    | Giocatori                                    |
| N.                                           | Nome                                         | Ruolo                                        | Stagioni                                     | Anno                                         | N.                                           | Nome                                         | Ruolo                                        | Stagioni                                     | Anno                                         |
| -------------------------------------------- | -------------------------------------------- | -------------------------------------------- | -------------------------------------------- | -------------------------------------------- | -------------------------------------------- | -------------------------------------------- | -------------------------------------------- | -------------------------------------------- | -------------------------------------------- |
| 4                                            | Brett Favre                                  | QB                                           | 2008                                         | 2016                                         | 12                                           | Joe Namath                                   | QB                                           | 1965–1976                                    | 1985                                         |
| 13                                           | Don Maynard                                  | WR                                           | 1960–1972                                    | 1987                                         | 21                                           | LaDainian Tomlinson                          | RB                                           | 2010–2011                                    | 2017                                         |
| 22                                           | Ed Reed                                      | S                                            | 2013                                         | 2019                                         | 22/24                                        | Ty Law                                       | CB                                           | 2005, 2008                                   | 2019                                         |
| 28                                           | Curtis Martin                                | RB                                           | 1998–2005                                    | 2012                                         | 42                                           | Ronnie Lott                                  | DB                                           | 1993–1994                                    | 2000                                         |
| 44                                           | John Riggins                                 | RB                                           | 1971–1975                                    | 1992                                         | 68                                           | Kevin Mawae                                  | C                                            | 1998–2005                                    | 2019                                         |
| 81                                           | Art Monk                                     | WR                                           | 1994                                         | 2008                                         | 99                                           | Jason Taylor                                 | DE                                           | 2010                                         | 2017                                         |
| 75                                           | Winston Hill                                 | OT                                           | 1963–1976                                    | 2020                                         | 27                                           | Steve Atwater                                | S                                            | 1999                                         | 2020                                         |
| Allenatori e addetti ai lavori               |                                              |                                              |                                              |                                              |                                              |                                              |                                              |                                              |                                              |
| Nome                                         | Nome                                         | Ruolo                                        | Stagioni                                     | Anno                                         | Nome                                         | Nome                                         | Ruolo                                        | Stagioni                                     | Anno                                         |
| Weeb Ewbank                                  | Weeb Ewbank                                  | Head coach                                   | 1963–1973                                    | 1978                                         | Ron Wolf                                     | Ron Wolf                                     | Dir. personale                               | 1990–1991                                    | 2015                                         |
| Bulldog Turner                               | Bulldog Turner                               | Head coach                                   | 1962                                         | 1966                                         | Bill Parcells                                | Bill Parcells                                | Head coach GM                                | 1997–1999 1997–2000                          | 2013                                         |
| Sammy Baugh                                  | Sammy Baugh                                  | Head coach                                   | 1960–1961                                    | 1963                                         |                                              |                                              |                                              |                                              |                                              |

### Ring of Honor
I Jets inaugurarono il loro Ring of Honor il 20 luglio 2010, per commemorare i loro ex giocatori più rappresentativi. Ogni anno vengono selezionati nuovi membri per ricevere tale onore.
| Ring of Honor dei New York Jets | Ring of Honor dei New York Jets | Ring of Honor dei New York Jets | Ring of Honor dei New York Jets | Ring of Honor dei New York Jets | Ring of Honor dei New York Jets | Ring of Honor dei New York Jets | Ring of Honor dei New York Jets | Ring of Honor dei New York Jets | Ring of Honor dei New York Jets |
| Numero                          | Nome                            | Ruolo                           | Stagioni                        | Anno int.                       | Numero                          | Nome                            | Ruolo                           | Stagioni                        | Anno int.                       |
| ------------------------------- | ------------------------------- | ------------------------------- | ------------------------------- | ------------------------------- | ------------------------------- | ------------------------------- | ------------------------------- | ------------------------------- | ------------------------------- |
| 12                              | Joe Namath                      | QB                              | 1965–1976                       | 2010                            | 13                              | Don Maynard                     | WR                              | 1960–1972                       | 2010                            |
| 28                              | Curtis Martin                   | RB                              | 1998–2005                       | 2010                            | 75                              | Winston Hill                    | OL                              | 1963–1976                       | 2010                            |
| 73                              | Joe Klecko                      | DL                              | 1977–1987                       | 2010                            | —                               | Weeb Ewbank                     | Coach                           | 1963–1973                       | 2010                            |
| 60                              | Larry Grantham                  | LB                              | 1960–1972                       | 2011                            | 81                              | Gerry Philbin                   | DL                              | 1964–1972                       | 2011                            |
| 24                              | Freeman McNeil                  | RB                              | 1981–1992                       | 2011                            | 88                              | Al Toon                         | WR                              | 1985–1992                       | 2011                            |
| 85                              | Wesley Walker                   | WR                              | 1977–1989                       | 2012                            | 99                              | Mark Gastineau                  | DE                              | 1979–1988                       | 2012                            |
| 93                              | Marty Lyons                     | DT                              | 1979–1989                       | 2013                            | 80                              | Wayne Chrebet                   | WR                              | 1995–2005                       | 2014                            |
|                                 | Leon Hess                       | Proprietario                    | 1968–1999                       | 2014                            |                                 |                                 |                                 |                                 |                                 |

### Formazione ideale del 40º anniversario
New York annunciò la formazione ideale del suo 40º anniversario nel 2003. Questa fu selezionata tramite votazione dei tifosi.
| Attacco                                             | Attacco | Difesa         | Difesa |
| --------------------------------------------------- | ------- | -------------- | ------ |
| Joe Namath                                          | QB      | Mark Gastineau | DE     |
| Curtis Martin                                       | RB      | John Abraham   | DE     |
| Matt Snell                                          | FB      | Marty Lyons    | NT     |
| Don Maynard                                         | WR      | Joe Klecko     | NT     |
| Al Toon                                             | WR      | Greg Buttle    | LB     |
| Wesley Walker                                       | WR      | Kyle Clifton   | LB     |
| Mickey Shuler                                       | TE      | Mo Lewis       | LB     |
| Kevin Mawae                                         | C       | James Hasty    | CB     |
| Jason Fabini                                        | T       | Aaron Glenn    | CB     |
| Marvin Powell                                       | T       | Victor Green   | S      |
| Winston Hill                                        | T       | Bill Baird     | S      |
| Randy Rasmussen                                     | G       |                |        |
| Jim Sweeney                                         | G       |                |        |
| Special Team                                        |         |                |        |
| Bruce Harper (KR), Pat Leahy (PK), Chuck Ramsey (P) |         |                |        |

### Premi individuali
| MVP del Super Bowl |            |       |
| SB                 | Giocatore  | Ruolo |
| III                | Joe Namath | QB    |

| Miglior rookie difensivo |                    |       |
| Anno                     | Giocatore          | Ruolo |
| 1988                     | Erik McMillan      | S     |
| 1995                     | Hugh Douglas       | DE    |
| 2004                     | Jonathan Vilma     | LB    |
| 2013                     | Sheldon Richardson | DT    |
| 2022                     | Sauce Gardner      | CB    |

| Miglior rookie offensivo |                |       |
| SB                       | Giocatore      | Ruolo |
| 2022                     | Garrett Wilson | WR    |

| Comeback Player of the Year |                 |       |
| Anno                        | Giocatore       | Ruolo |
| 1974                        | Joe Namath      | QB    |
| 2006                        | Chad Pennington | QB    |
| 2008                        | Chad Pennington | QB    |

| MVP del Pro Bowl |                  |       |
| Anno             | Giocatore        | Ruolo |
| 1984             | Mark Gastineau   | DE    |
| 1998             | Keyshawn Johnson | WR    |

### Record di franchigia
Carriera
| Record in carriera |               |        |
| Categoria          | Giocatore     | Numero |
| Yard passate       | Joe Namath    | 27.057 |
| TD passati         | Joe Namath    | 170    |
| Yard ricevute      | Don Maynard   | 11.732 |
| TD su ric.         | Don Maynard   | 88     |
| Yard corse         | Curtis Martin | 10.302 |
| TD su corsa        | Curtis Martin | 58     |

Stagionali
| Record stagionali |                              |        |           |
| Categoria         | Giocatore                    | Numero | Anno      |
| Yard passate      | Joe Namath                   | 4.007  | 1967      |
| TD passati        | Ryan Fitzpatrick             | 31     | 2015      |
| Yard ricevute     | Brandon Marshall             | 1.502  | 2015      |
| TD su ric.        | Don Maynard Brandon Marshall | 14     | 1965 2015 |
| Yard corse        | Curtis Martin                | 1697   | 2004      |
| TD su corsa       | Thomas Jones                 | 14     | 2009      |

## La squadra
| Roster dei New York Jets |
| --- |
| Quarterback - 8 Aaron Rodgers - 2 Tyrod Taylor Running Back - 25 Israel Abanikanda - 0 Braelon Allen - 32 Isaiah Davis - 20 Breece Hall Wide Receiver - 19 Irvin Charles - 17 Malachi Corley - 82 Xavier Gipson - 10 Allen Lazard - 18 Mike Williams - 5 Garrett Wilson Tight End - 84 Brenden Bates - 83 Tyler Conklin - 89 Jeremy Ruckert Offensive Linemen - 74 Olu Fashanu T - 61 Max Mitchell T - 78 Morgan Moses T - 65 Xavier Newman-Johnson C - 71 Wes Schweitzer G - 76 John Simpson G - 77 Tyron Smith T - 66 Joe Tippmann C - 75 Alijah Vera-Tucker G - 67 Carter Warren T Defensive Linemen - 72 Micheal Clemons DE - 11 Jermaine Johnson II DE - 54 Javon Kinlaw DT - 99 Will McDonald IV DE - 91 Braiden McGregor DE - 93 Takkarist McKinley DE - 96 Leonard Taylor III DT - 94 Solomon Thomas DT - 58 Eric Watts DE - 95 Quinnen Williams DT Linebacker - 53 Zaire Barnes OLB - 57 C.J. Mosley MLB - 44 Jamien Sherwood OLB - 55 Chazz Surratt MLB - 56 Quincy Williams OLB Defensive Back - 22 Tony Adams FS - 29 Jarrick Bernard-Converse CB - 30 Michael Carter II CB - 36 Chuck Clark SS - 21 Ashtyn Davis SS - 26 Brandin Echols CB - 1 Sauce Gardner CB - 23 Isaiah Oliver FS - 4 D.J. Reed CB - 37 Qwan'tez Stiggers CB Special Team - 42 Thomas Hennessy LS - 6 Thomas Morstead P - 9 Greg Zuerlein K Lista delle riserve - 45 Jimmy Ciarlo OLB (IR) - 92 Leki Fotu DT (IR) - 7 Haason Reddick DE (Did Not Report) - 38 Myles Jones CB (IR) - 86 Malik Taylor WR (IR) - 3 Jordan Travis QB (NF-Inj.) - 88 Kenny Yeboah TE (IR) Roster aggiornato al 29 agosto 2024 53 attivi, 8 inattivi |
| Legenda - I rookie sono in corsivo. - Il primo ruolo è il principale mentre gli eventuali successivi indicano i ruoli secondari. - (IR) sta per Injured Reserve ed indica la lista ristretta per un solo giocatore infortunato che può tornare ad allenarsi dopo la settimana 6 e a rientrare in prima squadra dopo che questa ha giocato 8 partite. - (NF-Inj.) / (NF-Ill.) stanno rispettivamente per Non-Football Injured e Non-Football Illness ed indicano le liste dove viene inserito un giocatore che ha un infortunio o una malattia non dipendente dal football americano. - (PUP) sta per Physically Unable to Perform ed indica la lista dove viene inserito un giocatore mentre è in attesa di recuperare la condizione fisica. Nella stagione regolare dopo la sesta partita giocata dalla propria squadra, il giocatore ha tempo tre settimane per riprendere ad allenarsi, più tre settimane aggiuntive dal suo rientro agli allenamenti per rientrare in prima squadra. |

## Staff

### Allenatori
| Legenda | Legenda                                                     |
| ------- | ----------------------------------------------------------- |
| PA      | Partite allenate                                            |
| V       | Vittorie                                                    |
| S       | Sconfitte                                                   |
| P       | Pareggio                                                    |
| V%      | Percentuale di vittorie                                     |
|         | Ha trascorso l'intera sua carriera da allenatore con i Jets |
|         | Eletto nella Pro Football Hall of Fame                      |

Note: Statistiche aggiornate a fine stagione 2023.
| New York Jets |                |           |     |    |    |   |      |   |   |   |                      |  |
| 1             | Sammy Baugh    | 1960–1961 | 28  | 14 | 14 | 0 | .500 | — | — | — |                      |  |
| 2             | Bulldog Turner | 1962      | 14  | 5  | 9  | 0 | .357 | — | — | — |                      |  |
| 3             | Weeb Ewbank    | 1963–1973 | 154 | 71 | 77 | 6 | .481 | 3 | 2 | 1 | Vince Super Bowl III |  |
| 4             | Charley Winner | 1974–1975 | 23  | 9  | 14 | 0 | .391 | — | — | — |                      |  |
| 5             | Ken Shipp      | 1975      | 5   | 1  | 4  | 0 | .200 | — | — | — |                      |  |
| 6             | Lou Holtz      | 1976      | 13  | 3  | 10 | 0 | .231 | — | — | — |                      |  |
| 7             | Mike Holovak   | 1976      | 1   | 0  | 1  | 0 | .000 | — | — | — |                      |  |
| 8             | Walt Michaels  | 1977–1982 | 87  | 39 | 47 | 1 | .454 | 4 | 2 | 2 |                      |  |
| 9             | Joe Walton     | 1983–1989 | 111 | 53 | 57 | 1 | .482 | 3 | 1 | 2 |                      |  |
| 10            | Bruce Coslet   | 1990–1993 | 64  | 26 | 38 | 0 | .406 | 1 | 0 | 1 |                      |  |
| 11            | Pete Carroll   | 1994      | 16  | 6  | 10 | 0 | .375 | — | — | — |                      |  |
| 12            | Rich Kotite    | 1995–1996 | 32  | 4  | 28 | 0 | .125 | — | — | — |                      |  |
| 13            | Bill Parcells  | 1997–1999 | 48  | 29 | 19 | 0 | .604 | 2 | 1 | 1 |                      |  |
| 14            | Al Groh        | 2000      | 16  | 9  | 7  | 0 | .563 | — | — | — |                      |  |
| 15            | Herman Edwards | 2001–2005 | 80  | 39 | 41 | 0 | .488 | 5 | 2 | 3 |                      |  |
| 16            | Eric Mangini   | 2006–2008 | 48  | 23 | 25 | 0 | .479 | 1 | 0 | 1 |                      |  |
| 17            | Rex Ryan       | 2009–2014 | 96  | 46 | 50 | 0 | .479 | 6 | 4 | 2 |                      |  |
| 18            | Todd Bowles    | 2015–2018 | 64  | 24 | 40 | 0 | .375 | — | — | — |                      |  |
| 19            | Adam Gase      | 2019–2020 | 32  | 9  | 23 | 0 | .281 | — | — | — |                      |  |
| 20            | Robert Saleh   | 2021–     | 51  | 18 | 33 | 0 | .353 | — | — | — |                      |  |

### Staff attuale
| Staff dei New York Jets |
| --- |
| Organi dirigenziali - Proprietario– Woody Johnson - Chairman/CEO – Christopher Johnson - Presidente – Hymie Elhai - Vice presidente esecutivo/COO – Brian Friedman - General manager – Darren Mougey - Direttore senior dell'amministrazione del football – Dave Socie - Direttore del personale professionistico – Jon Carr - Direttore del personale professionistico – Greg Nejmeh - Assistente del direttore del personale professionistico – Kevin Murphy - Assistente del direttore del personale professionistico – Evan Ardoin - Direttore degli osservatori del college – Jay Mandolesi Capo allenatore - Capo-allenatore - Aaron Glenn Altri allenatori - Preparatore atletico – Mike Nicolini - Assistenti p.a. – Aaron McLaurin e Joe Giacobbe Allenatori dell'attacco - Coordinatore offensivo – Tanner Engstrand - Coordinatore gioco sui passaggi – Scott Turner - Quarterback – Charles London - Running back – Nic McKissic-Luke - Wide receiver – Shawn Jefferson - Tight end – Jeff Blasko - Offensive line – Steve Heiden - Assistente attacco – Walter Kusmirek - Assistente attacco – Junior Taylor Allenatori della difesa - Coordinatore difensivo – Steve Wilks - Defensive line – Eric Washington - Linebacker – Aaron Curry - Assistente difesa senior/cornerback – Tony Oden - Defensive back – Chris Harris - Defensive back/nickelback - Nathaniel Willingham - Assistente difesa – Ryan Davis Sr Allenatori dello special team - Coordinatore special team – Chris Banjo - Assistente s.t. – Dan Shamash |